# Енбекшиарал
Енбекшиарал (каз. Еңбекшіарал) — село в Жамбылском районе Алматинской области Казахстана. Входит в состав Карасуского сельского округа. Код КАТО — 194253200.

## Население
В 1999 году население села составляло 532 человека (261 мужчина и 271 женщина). По данным переписи 2009 года, в селе проживало 599 человек (308 мужчин и 291 женщина).